# Blanckthys

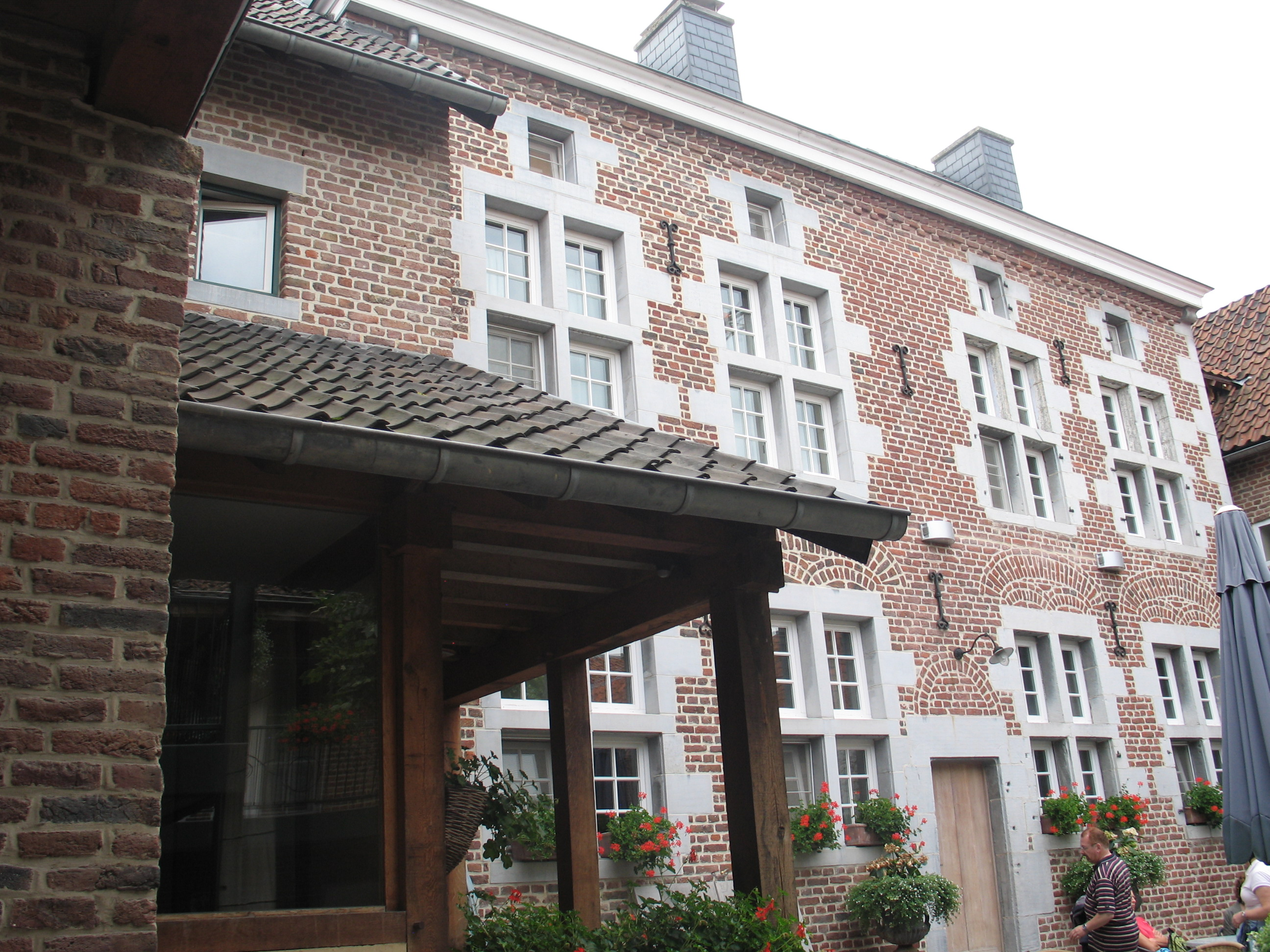
Binnencour van de hoeve Blanckthys.

Blanckthys is de naam van een van oorsprong 17e-eeuwse vierkantshoeve gelegen in het historisch gedeelte van 's-Gravenvoeren in de Belgisch Limburgse Voerstreek.

## Ontstaan en naamgeving
Het hof waar omheen Blanckthys is gebouwd, dateert van rond het jaar 800 toen het nog toebehoorde aan het kasteel "Op den Saele". De bestaande hoeve is halverwege de 17e eeuw gebouwd, net als de oude kapelanie van 's-Gravenvoeren van gelijke stijl die in 1651 is opgeleverd. 
De naam Blanckthys is in de volksmond ontstaan en is een verbastering van de naam van voormalig eigenaar Thierry Blancheteste afkomstig uit Dohain. Hij erfde de hoeve in de jaren dertig van de 17e eeuw van zijn schoonvader Jacob Rathlo en in de ruim dertig jaar dat hij er de scepter zwaaide kwam de hoeve bekend te staan als 'Blancktieshof', waar nu 'Blanckthys' van over is.

## Familie Broers en modernisering
In 1937 is het Blanckthyshof aangekocht door Henri Broers sr. en is sindsdien van generatie op generatie voor verschillende doeleinden gebruikt. Begin jaren negentig van de vorige eeuw was de leegstaande familiehoeve echter in verval geraakt en werd besloten tot een grondige renovatie en modernisering. Sindsdien is er een hotel in gevestigd.

## Trivia
- Blanckthys is zoals veel gebouwen in de Voerstreek gebouwd in de Maaslandse Renaissancestijl.